# John Landy
John Landy   (Hawthorn, 12 d'abril de 1930 - Castlemaine, 24 de febrer de 2022), AC, CVO, MBE fou un atleta i polític australià, guanyador d'una medalla olímpica.

## Biografia
Va néixer el 12 d'abril de 1930 a Hawthorn, suburbi de la ciutat de Melbourne, població situada a l'estat de Victòria.
El 1955 fou nomenat membre de l'Orde de l'Imperi Britànic (MBE) i el 2001 company de l'Orde d'Austràlia (AC). Així mateix fou nomenat comandant del Reial Orde Victorià durant la visita d'Isabel II del Regne Unit a Austràlia aquell mateix any.

## Carrera esportiva
Especialista en curses de mitja o llarga distància, va participar als 22 anys en els Jocs Olímpics d'Estiu de 1952 realitzats a Hèlsinki (Finlàndia), on va participar sense èxit en els 1500 metres i els 5000 metres.
En els Jocs Olímpics d'Estiu de 1956 realitzats a Melbourne (Austràlia), la seva ciutat natal, fou l'encarregat de realitzar el Jurament Olímpic en la cerimònia inaugural dels Jocs per part dels atletes i posteriorment aconseguí guanyar la medalla de bronze en la prova dels 1500 metres.
Al llarg de la seva carrera ha guanyat una medalla de plata en els Jocs de l'Imperi Britànic i de la Comunitat.

## Carrera política
L'1 de gener de 2001 Landy fou nomenat Governador de l'estat de Victòria, càrrec que exercí fins al 7 d'abril de 2006.